# Campeonato Asiático de Futsal 2010
El Campeonato Asiático de Futsal 2010 se llevó a cabo en Tashkent, Uzbekistán del 23 al 30 de mayo y contó con la participación de 16 selecciones nacionales mayores de Asia y Oceanía provenientes de una fase eliminatoria.
Irán venció en la final al anfitrión Uzbekistán para ganar su décimo título continental y tercero de manera consecutiva.

## Fase de grupos

### Grupo A
| País         | G | E | P | GF | GC | Pts |
| ------------ | - | - | - | -- | -- | --- |
| Uzbekistán   | 3 | 0 | 0 | 11 | 4  | 9   |
| Líbano       | 2 | 0 | 1 | 11 | 9  | 6   |
| Indonesia    | 1 | 0 | 2 | 10 | 9  | 3   |
| China Taipéi | 0 | 0 | 3 | 6  | 16 | 0   |

| 23 de mayo de 2010 | Uzbekistán                               | 3 – 1 | Líbano     | Uzbekistan Sports Complex, Tashkent                       |                                                           |
|                    | Elibaev 7' · Tajibaev 10' · Irsaliev 40' | [http://www.the-afc.com/en/component/joomleague/?view=report&compID=382&matchId=2875 (enlace roto disponible en Internet Archive; véase el historial, la primera versión y la última). Reporte] | Takaji 34' | Asistencia: 1,200 espectadores Árbitro(s): Naoki Miyatani | Asistencia: 1,200 espectadores Árbitro(s): Naoki Miyatani |

| 23 de mayo de 2010 | China Taipéi      | 1 – 6 | Indonesia                                                                         | Uzbekistan Sports Complex, Tashkent                    |                                                        |
|                    | Fang Ching-jen 1' | [http://www.the-afc.com/en/component/joomleague/?view=report&compID=382&matchId=2874 (enlace roto disponible en Internet Archive; véase el historial, la primera versión y la última). Reporte] | Haidar 3' · Hutabarat 6' · Matulessy 10' · Ladjanibi 19' · Handoyo 25' · Hera 34' | Asistencia: 250 espectadores Árbitro(s): Kim Jang-kwan | Asistencia: 250 espectadores Árbitro(s): Kim Jang-kwan |

| 24 de mayo de 2010 | Líbano                                     | 6 – 4 | China Taipéi                                     | Uzbekistan Sports Complex, Tashkent                   |                                                       |
|                    | Chaito 10' · Atwi 13' 30' · Kawsan 21' 25' | [http://www.the-afc.com/en/component/joomleague/?view=report&compID=382&matchId=2873 (enlace roto disponible en Internet Archive; véase el historial, la primera versión y la última). Reporte] | Wang Chih-sheng 11' · Fang Ching-jen 34' 35' 38' | Asistencia: 150 espectadores Árbitro(s): Scott Kidson | Asistencia: 150 espectadores Árbitro(s): Scott Kidson |

| 24 de mayo de 2010 | Indonesia                | 2 – 4 | Uzbekistán                                              | Uzbekistan Sports Complex, Tashkent                        |                                                            |
|                    | Ohorella 27' · Purba 32' | [http://www.the-afc.com/en/component/joomleague/?view=report&compID=382&matchId=2872 (enlace roto disponible en Internet Archive; véase el historial, la primera versión y la última). Reporte] | Irsaliev 12' · Samegov 32' · Elibaev 33' · Sviridov 36' | Asistencia: 3,000 espectadores Árbitro(s): Alireza Sohrabi | Asistencia: 3,000 espectadores Árbitro(s): Alireza Sohrabi |

| 25 de mayo de 2010 | Uzbekistán                                  | 4 – 1 | China Taipéi   | Uzbekistan Sports Complex, Tashkent                       |                                                           |
|                    | Elibaev 7' · Tajibaev 33' · Yunusov 34' 40' | [http://www.the-afc.com/en/component/joomleague/?view=report&compID=382&matchId=2871 (enlace roto disponible en Internet Archive; véase el historial, la primera versión y la última). Reporte] | Lo Chih-an 21' | Asistencia: 3,000 espectadores Árbitro(s): Vahid Arzpeima | Asistencia: 3,000 espectadores Árbitro(s): Vahid Arzpeima |

| 25 de mayo de 2010 | Indonesia                | 2 – 4 | Líbano                          | IT University Complex, Tashkent                             |                                                             |
|                    | Karmadi 14' · Haidar 20' | [http://www.the-afc.com/en/component/joomleague/?view=report&compID=382&matchId=2870 (enlace roto disponible en Internet Archive; véase el historial, la primera versión y la última). Reporte] | Takaji 18' 30' · Kawsan 21' 22' | Asistencia: 250 espectadores Árbitro(s): Christopher Colley | Asistencia: 250 espectadores Árbitro(s): Christopher Colley |

### Grupo B
| País       | G | E | P | GF | GC | Pts |
| ---------- | - | - | - | -- | -- | --- |
| Irán       | 3 | 0 | 0 | 35 | 5  | 9   |
| Australia  | 2 | 0 | 1 | 12 | 15 | 6   |
| Tayikistán | 1 | 0 | 2 | 10 | 27 | 3   |
| Kuwait     | 0 | 0 | 3 | 5  | 15 | 0   |

| 23 de mayo de 2010 | Iran | 19 – 2  | Tayikistán                   | Uzbekistan Sports Complex, Tashkent                       |                                                           |
|                    | Hassanzadeh 1' 2' 4' · Taheri 4' 12' 21' 22' 23' 28' 38' · Zahmatkesh 6' 8' 32' · Daneshvar 18' 22' 30' 37' · Raeisi 24' · Tayyebi 37' | Reporte | Vasiev 26' · Fatkhulloev 33' | Asistencia: 150 espectadores Árbitro(s): Husein Khalaileh | Asistencia: 150 espectadores Árbitro(s): Husein Khalaileh |

| 23 de mayo de 2010 | Kuwait                        | 2 – 4 | Australia                        | Uzbekistan Sports Complex, Tashkent                    |                                                        |
|                    | Al-Mekaimi 19' · Al-Jaser 34' | [http://www.the-afc.com/en/component/joomleague/?view=report&compID=382&matchId=2868 (enlace roto disponible en Internet Archive; véase el historial, la primera versión y la última). Reporte] | Rogić 16' 21' 40' · Ngaluafe 17' | Asistencia: 250 espectadores Árbitro(s): Mohamad Chami | Asistencia: 250 espectadores Árbitro(s): Mohamad Chami |

| 24 de mayo de 2010 | Tayikistán                        | 4 – 3 | Kuwait                                 | Uzbekistan Sports Complex, Tashkent                      |                                                          |
|                    | Ulmasov 3' 18' 38' · Makhmudov 6' | [http://www.the-afc.com/en/component/joomleague/?view=report&compID=382&matchId=2867 (enlace roto disponible en Internet Archive; véase el historial, la primera versión y la última). Reporte] | Aman 23' · Mohammad 25' · Al-Jaser 39' | Asistencia: 250 espectadores Árbitro(s): Prasert Krutsri | Asistencia: 250 espectadores Árbitro(s): Prasert Krutsri |

| 24 de mayo de 2010 | Australia                                     | 3 – 9 | Irán                                                                                            | Uzbekistan Sports Complex, Tashkent                    |                                                        |
|                    | Fogarty 9' · Giovenali 12' (pen.) · Rogić 18' | [http://www.the-afc.com/en/component/joomleague/?view=report&compID=382&matchId=2866 (enlace roto disponible en Internet Archive; véase el historial, la primera versión y la última). Reporte] | Zahmatkesh 4' 29' · Taheri 8' 32' · Keshavarz 14' · Tayyebi 24' 40' · Asghari 38' · Rahnama 39' | Asistencia: 650 espectadores Árbitro(s): Vadim Baratov | Asistencia: 650 espectadores Árbitro(s): Vadim Baratov |

| 25 de mayo de 2010 | Irán                                                                              | 7 – 0 | Kuwait | Uzbekistan Sports Complex, Tashkent                             |                                                                 |
|                    | Daneshvar 6' · Hashemzadeh 9' · Tayyebi 22' 31' · Zahmatkesh 36' · Taheri 39' 40' | [http://www.the-afc.com/en/component/joomleague/?view=report&compID=382&matchId=2865 (enlace roto disponible en Internet Archive; véase el historial, la primera versión y la última). Reporte] |        | Asistencia: 400 espectadores Árbitro(s): Naoki Miyatani (Japan) | Asistencia: 400 espectadores Árbitro(s): Naoki Miyatani (Japan) |

| 25 de mayo de 2010 | Australia                                      | 5 – 4 | Tayikistán                       | IT University Complex, Tashkent                     |                                                     |
|                    | Giovenali 14' · Miller 20' 26' · Rogić 23' 36' | [http://www.the-afc.com/en/component/joomleague/?view=report&compID=382&matchId=2864 (enlace roto disponible en Internet Archive; véase el historial, la primera versión y la última). Reporte] | Makhmudov 5' · Jumaev 8' 22' 30' | Asistencia: 250 espectadores Árbitro(s): Rey Ritaga | Asistencia: 250 espectadores Árbitro(s): Rey Ritaga |

### Grupo C
| País          | G | E | P | GF | GC | Pts |
| ------------- | - | - | - | -- | -- | --- |
| Tailandia     | 3 | 0 | 0 | 19 | 7  | 9   |
| Kirguistán    | 1 | 1 | 1 | 10 | 10 | 4   |
| Vietnam       | 1 | 0 | 2 | 11 | 12 | 3   |
| Corea del Sur | 0 | 1 | 2 | 10 | 21 | 1   |

| 23 de mayo de 2010 | Tailandia                                                                  | 4 – 2 | Kirguistán                    | IT University Complex, Tashkent                         |                                                         |
|                    | Chalarmkhet 18' · Suratsawang 21' · Thueanklang 32' · Tabaldiev 38' (a.g.) | [http://www.the-afc.com/en/component/joomleague/?view=report&compID=382&matchId=2863 (enlace roto disponible en Internet Archive; véase el historial, la primera versión y la última). Reporte] | Mendibaev 3' · Kondratkov 14' | Asistencia: 500 espectadores Árbitro(s): Ryan Shepheard | Asistencia: 500 espectadores Árbitro(s): Ryan Shepheard |

| 23 de mayo de 2010 | Vietnam                                                                                              | 7 – 3 | Corea del Sur                             | IT University Complex, Tashkent                             |                                                             |
|                    | Nguyễn Trọng Thiện 4' 10' 23' · Nguyễn Hoàng Giang 32' · Trần Hoàng Vinh 37' · Huỳnh Bá Tuấn 38' 40' | [http://www.the-afc.com/en/component/joomleague/?view=report&compID=382&matchId=2862 (enlace roto disponible en Internet Archive; véase el historial, la primera versión y la última). Reporte] | Kim Jeong-nam 3' 33' · Shin Jong-hoon 31' | Asistencia: 500 espectadores Árbitro(s): Christopher Colley | Asistencia: 500 espectadores Árbitro(s): Christopher Colley |

| 24 de mayo de 2010 | Kirguistán                                        | 4 – 2 | Vietnam                 | IT University Complex, Tashkent                         |                                                         |
|                    | Kadyrov 15' 39' · Abdurazakov 19' · Djetybaev 24' | [http://www.the-afc.com/en/component/joomleague/?view=report&compID=382&matchId=2861 (enlace roto disponible en Internet Archive; véase el historial, la primera versión y la última). Reporte] | Trần Hoàng Vinh 27' 34' | Asistencia: 500 espectadores Árbitro(s): Kazuya Isokawa | Asistencia: 500 espectadores Árbitro(s): Kazuya Isokawa |

| 24 de mayo de 2010 | Corea del Sur                              | 3 – 10 | Tailandia                                                                                                  | IT University Complex, Tashkent                     |                                                     |
|                    | Jeong Eui-hyun 24' · Kim Jeong-nam 30' 37' | [http://www.the-afc.com/en/component/joomleague/?view=report&compID=382&matchId=2860 (enlace roto disponible en Internet Archive; véase el historial, la primera versión y la última). Reporte] | Issarasuwipakorn 1' · Thueanklang 4' 25' · Thusiri 6' · Wongkaeo 12' · Janta 16' · Chalarmkhet 30' 37' 39' | Asistencia: 400 espectadores Árbitro(s): Rey Ritaga | Asistencia: 400 espectadores Árbitro(s): Rey Ritaga |

| 25 de mayo de 2010 | Tailandia                                                                             | 5 – 2 | Vietnam                                   | Uzbekistan Sports Complex, Tashkent                    |                                                        |
|                    | Thueanklang 3' 11' · Thusiri 15' · Trương Quốc Tuấn 29' (a.g.) · Issarasuwipakorn 33' | [http://www.the-afc.com/en/component/joomleague/?view=report&compID=382&matchId=2859 (enlace roto disponible en Internet Archive; véase el historial, la primera versión y la última). Reporte] | Nguyễn Quốc Bảo 9' · Trương Quốc Tuấn 35' | Asistencia: 200 espectadores Árbitro(s): Vadim Baratov | Asistencia: 200 espectadores Árbitro(s): Vadim Baratov |

| 25 de mayo de 2010 | Corea del Sur                                 | 4 – 4 | Kirguistán                                       | IT University Complex, Tashkent                                 |                                                                 |
|                    | Jeong Eui-hyun 3' 33' 40' · Seok Dae-sung 29' | [http://www.the-afc.com/en/component/joomleague/?view=report&compID=382&matchId=2858 (enlace roto disponible en Internet Archive; véase el historial, la primera versión y la última). Reporte] | Kadyrov 1' · Abdurazakov 12' · Mendibaev 30' 39' | Asistencia: 150 espectadores Árbitro(s): Abdulrahman Abdulqader | Asistencia: 150 espectadores Árbitro(s): Abdulrahman Abdulqader |

### Grupo D
| País         | G | E | P | GF | GC | Pts |
| ------------ | - | - | - | -- | -- | --- |
| Japón        | 3 | 0 | 0 | 16 | 2  | 9   |
| China        | 2 | 0 | 1 | 14 | 13 | 6   |
| Irak         | 1 | 0 | 2 | 12 | 20 | 3   |
| Turkmenistán | 0 | 0 | 3 | 5  | 12 | 0   |

| 23 de mayo de 2010 | Japón                                                         | 5 – 1 | China            | IT University Complex, Tashkent                        |                                                        |
|                    | Kamisawa 5' 35' · Murakami 18' · Takahashi 20' · Komiyama 27' | [http://www.the-afc.com/en/component/joomleague/?view=report&compID=382&matchId=2857 (enlace roto disponible en Internet Archive; véase el historial, la primera versión y la última). Reporte] | Liang Shuang 40' | Asistencia: 500 espectadores Árbitro(s): Nurdin Bukuev | Asistencia: 500 espectadores Árbitro(s): Nurdin Bukuev |

| 23 de mayo de 2010 | Turkmenistán                                         | 3 – 5 | Irak                                         | IT University Complex, Tashkent                         |                                                         |
|                    | Muhamedmuradov 5' · Muhammedov 33' · Esenmamedov 35' | [http://www.the-afc.com/en/component/joomleague/?view=report&compID=382&matchId=2856 (enlace roto disponible en Internet Archive; véase el historial, la primera versión y la última). Reporte] | Mohsin 4' 35' · Bachay 28' 38' · Abd-Ali 40' | Asistencia: 350 espectadores Árbitro(s): Vahid Arzpeima | Asistencia: 350 espectadores Árbitro(s): Vahid Arzpeima |

| 24 de mayo de 2010 | China                                                                            | 6 – 2 | Turkmenistán             | IT University Complex, Tashkent                                 |                                                                 |
|                    | Zhang Xi 2' · Zheng Tao 3' · Zhang Xiao 4' · Huang He 15' 38' · Liang Shuang 25' | [http://www.the-afc.com/en/component/joomleague/?view=report&compID=382&matchId=2855 (enlace roto disponible en Internet Archive; véase el historial, la primera versión y la última). Reporte] | Chariyev 3' · Atayev 15' | Asistencia: 250 espectadores Árbitro(s): Abdulrahman Abdulqader | Asistencia: 250 espectadores Árbitro(s): Abdulrahman Abdulqader |

| 24 de mayo de 2010 | Irak      | 1 – 10 | Japón | IT University Complex, Tashkent                             |                                                             |
|                    | Majid 10' | [http://www.the-afc.com/en/component/joomleague/?view=report&compID=382&matchId=2854 (enlace roto disponible en Internet Archive; véase el historial, la primera versión y la última). Reporte] | Kamisawa 2' 3' · Kogure 11' · Osodo 21' 36' · Takahashi 23' 31' · Hoshi 26' · Yoshida 27' · Matsumiya 36' | Asistencia: 150 espectadores Árbitro(s): Mohammad Al-Haddad | Asistencia: 150 espectadores Árbitro(s): Mohammad Al-Haddad |

| 25 de mayo de 2010 | Japón        | 1 – 0 | Turkmenistán | Uzbekistan Sports Complex, Tashkent                   |                                                       |
|                    | Kamisawa 11' | [http://www.the-afc.com/en/component/joomleague/?view=report&compID=382&matchId=2853 (enlace roto disponible en Internet Archive; véase el historial, la primera versión y la última). Reporte] |              | Asistencia: 400 espectadores Árbitro(s): Scott Kidson | Asistencia: 400 espectadores Árbitro(s): Scott Kidson |

| 25 de mayo de 2010 | Irak                                                    | 6 – 7 | China                                                                      | IT University Complex, Tashkent                        |                                                        |
|                    | Mohsin 23' 34' 39' · Bachay 32' · Hanna 37' · Ghazi 38' | [http://www.the-afc.com/en/futsal-schedule-a-results?view=Competitions&id=382 (enlace roto disponible en Internet Archive; véase el historial, la primera versión y la última). Reporte] | Zhang Xi 3' 22' 29' · Zhang Jiong 10' · Li Xin 24' · Hu Jie 32' (pen.) 33' | Asistencia: 250 espectadores Árbitro(s): Nurdin Bukuev | Asistencia: 250 espectadores Árbitro(s): Nurdin Bukuev |

## Fase final

### Cuartos de final
| 27 de mayo de 2010 | Tailandia                  | 2 – 9   | China                                                                                     | Uzbekistan Sports Complex, Tashkent                      |                                                          |
|                    | Thueanklang 8' · Janta 28' | Reporte | Zhang Xi 2' 9' 31' · Wang Wei 9' 33' · Zhang Xiao 17' · Liang Shuang 30' 39' · Li Xin 31' | Asistencia: 300 espectadores Árbitro(s): Alireza Sohrabi | Asistencia: 300 espectadores Árbitro(s): Alireza Sohrabi |

| 27 de mayo de 2010 | Japón                                                  | 4 – 0 | Kirguistán | Uzbekistan Sports Complex, Tashkent                    |                                                        |
|                    | Komiyama 8' · Matsumiya 16' · Murakami 33' · Hoshi 40' | [http://www.the-afc.com/en/component/joomleague/?view=report&compID=382&matchId=2848 (enlace roto disponible en Internet Archive; véase el historial, la primera versión y la última). Reporte] |            | Asistencia: 400 espectadores Árbitro(s): Kim Jang-kwan | Asistencia: 400 espectadores Árbitro(s): Kim Jang-kwan |

| 27 de mayo de 2010 | Uzbekistán                                                     | 5 – 3 | Australia                             | Uzbekistan Sports Complex, Tashkent                       |                                                           |
|                    | Yunusov 18' 33' · Fayzullaev 26' · Irsaliev 27' · Sviridov 36' | [http://www.the-afc.com/en/component/joomleague/?view=report&compID=382&matchId=2851 (enlace roto disponible en Internet Archive; véase el historial, la primera versión y la última). Reporte] | Seeto 20' · Adeli 24' · Giovenali 35' | Asistencia: 3,000 espectadores Árbitro(s): Kazuya Isokawa | Asistencia: 3,000 espectadores Árbitro(s): Kazuya Isokawa |

| 27 de mayo de 2010 | Irán                                                                                          | 7 – 1 | Líbano     | Uzbekistan Sports Complex, Tashkent                   |                                                       |
|                    | Keshavarz 7' · Hashemzadeh 9' · Daneshvar 13' 24' · Tayyebi 14' · Zahmatkesh 27' · Taheri 34' | [http://www.the-afc.com/en/component/joomleague/?view=report&compID=382&matchId=2849 (enlace roto disponible en Internet Archive; véase el historial, la primera versión y la última). Reporte] | Chaito 11' | Asistencia: 550 espectadores Árbitro(s): Scott Kidson | Asistencia: 550 espectadores Árbitro(s): Scott Kidson |

### Semifinales
| 28 de mayo de 2010 | Uzbekistán                                 | 4 – 3 | China            | Uzbekistan Sports Complex, Tashkent                           |                                                               |
|                    | Yunusov 2' · Samegov 19' 33' · Elibaev 24' | [http://www.the-afc.com/en/component/joomleague/?view=report&compID=382&matchId=2847 (enlace roto disponible en Internet Archive; véase el historial, la primera versión y la última). Reporte] | Li Xin 4' 8' 19' | Asistencia: 2,500 espectadores Árbitro(s): Mohammad Al-Haddad | Asistencia: 2,500 espectadores Árbitro(s): Mohammad Al-Haddad |

| 28 de mayo de 2010 | Irán                                                                 | 7 – 0 | Japón | Uzbekistan Sports Complex, Tashkent                       |                                                           |
|                    | Daneshvar 1' 12' · Tayyebi 21' · Asghari 24' 27' 31' · Keshavarz 35' | [http://www.the-afc.com/en/component/joomleague/?view=report&compID=382&matchId=2846 (enlace roto disponible en Internet Archive; véase el historial, la primera versión y la última). Reporte] |       | Asistencia: 1,500 espectadores Árbitro(s): Ryan Shepheard | Asistencia: 1,500 espectadores Árbitro(s): Ryan Shepheard |

### Tercer lugar
| 30 de mayo de 2010 | China      | 1 – 6 | Japón                                                                    | Uzbekistan Sports Complex, Tashkent                           |                                                               |
|                    | Hu Jie 21' | [http://www.the-afc.com/en/component/joomleague/?view=report&compID=382&matchId=2845 (enlace roto disponible en Internet Archive; véase el historial, la primera versión y la última). Reporte] | Takahashi 4' 15' · Murakami 16' · Osodo 24' · Matsumiya 27' · Takita 40' | Asistencia: 1,500 espectadores Árbitro(s): Christopher Colley | Asistencia: 1,500 espectadores Árbitro(s): Christopher Colley |

### Final
| 30 de mayo de 2010 | Uzbekistán                   | 3 – 8 | Irán                                                                               | Uzbekistan Sports Complex, Tashkent                       |                                                           |
|                    | Irsaliev 2' · Elibaev 5' 22' | [http://www.the-afc.com/en/component/joomleague/?view=report&compID=382&matchId=2844 (enlace roto disponible en Internet Archive; véase el historial, la primera versión y la última). Reporte] | Asghari 5' · Raeisi 12' 24' · Taheri 19' · Daneshvar 22' 31' · Hassanzadeh 25' 27' | Asistencia: 3,500 espectadores Árbitro(s): Kazuya Isokawa | Asistencia: 3,500 espectadores Árbitro(s): Kazuya Isokawa |

## Campeón
| Campeonato Asiático de Futsal 2010 |
| --- |
| Irán 10º título |
| Hamid Reza Abrarinia, Hossein Soltani, Mohammad Keshavarz, Mohammad Hashemzadeh, Javad Asghari Moghaddam, Ali Asghar Hassanzadeh, Majid Raeisi, Masoud Daneshvar, Mohammad Taheri, Mohammad Reza Zahmatkesh, Mostafa Nazarí, Mostafa Tayyebi, Ali Rahnama, Mojtaba Nassirnia |
| Entrenador: Hossein Shams |